# Ana Frederica de Promnitz-Pless
Ana Frederica de Promnitz-Pless (em alemão:  Anna Friederike; Żary, 30 de maio de 1711 — Köthen, 31 de maio de 1750) foi condessa de Promnitz-Pless por nascimento e e princesa consorte de Anhalt-Köthen pelo seu casamento com Augusto Luís de Anhalt-Köthen, seu antigo cunhado.

## Família

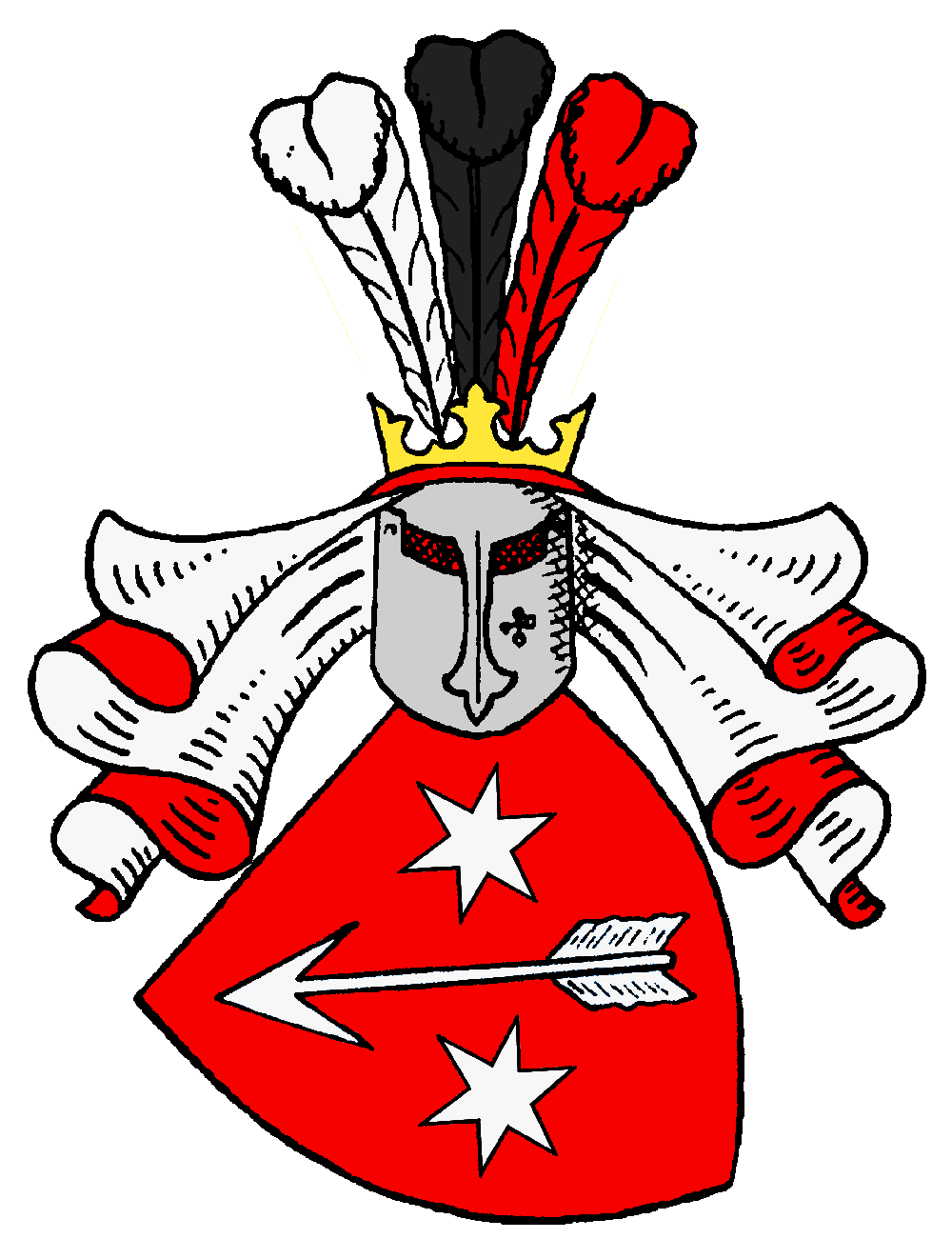
Brasão da família Promnitz

Ana Frederica foi a segunda filha e criança nascida do conde Erdmano II de Promnitz e de Ana Maria de Saxe-Weissenfels. 
Os seus avós paternos eram o conde Baltazar Erdmano de Promnitz-Pless e a princesa Emília Inês Reuss de Schleiz. Os seus avós maternos eram João Adolfo I, Duque de Saxe-Weissenfels e sua primeira esposa, Joana Madalena de Saxe-Altemburgo.
Ela teve seis irmãos, que eram: Cristina Joana Emília, primeira esposa de Augusto Luís; Joana Sofia; Baltazar Erdmano; Maria Isabel, esposa de Henrique Ernesto de Stolberg-Wernigerode; João Erdmano, marido de Carolina de Schönaich-Carolath, e Inês Sofia, esposa do conde Henrique XXVIII de Reuss-Ebersdorf.

## Biografia
Em 12 de novembro de 1732, aos vinte e um anos, a jovem condessa casou-se com Augusto Luís, em Żary, na atual Polônia. O matrimônio ocorreu nove meses após a morte de sua segunda esposa, Emília, irmã mais velha de Ana Frederica. Ele era filho do príncipe Emanuel Lebrecht de Anhalt-Köthen e de Gisela Inês de Rath.
Além dos cinco sobrinhos da princesa, que também tornaram-se seus enteados, Ana Frederica teve mais duas enteadas pelo primeiro casamento do marido com Inês Guilhermina de Wuthenau.
O casal teve duas filhas.
A princesa faleceu no dia 31 de maio de 1750, um dia após comemorar 39 anos de idade.

## Descendência
- Carlota Sofia de Anhalt-Köthen (25 de agosto de 1733 - 6 de setembro de 1770), não se casou e nem teve filhos;
- Maria Madalena Benedita de Anhalt-Köthen (22 de março de 1739 - 7 de novembro de 1783), não se casou e nem teve filhos.